# 블루투스 파일 교환
블루투스 파일 교환(영어: Bluetooth File Exchange)은 맥 OS X 운영 체제에서 블루투스가 지원되는 장치와 파일을 서로 교환하는 유틸리티이다. 이것으로 파일 받기 및 보내기, 원격 폴더 생성과 더블 클릭으로 폴더 탐색 등을 할 수 있다.